# Praga E-210
Praga E-210 bylo čtyřmístné dopravní letadlo postavené v Československu koncem třicátých let. Mělo neobvyklou konfiguraci umístění motorů Walter Minor 4 v tlačném provedení. Ocasní plochy a podvozek byly významně změněny před druhou světovou válkou a po válce byl modifikován na silnější verzi označenou jako E-211. Výrobcem bylo letecké oddělení Praga společnosti Českomoravská Kolben-Daněk a.s., Praha-Karlín. Konstrukci provedl Ing. Jaroslav Šlechta. Kvůli neotřelé a pokrokové koncepci se však jeho vývoj protahoval a do začátku druhé světové války nebyl dokončen.

## Vznik a užití

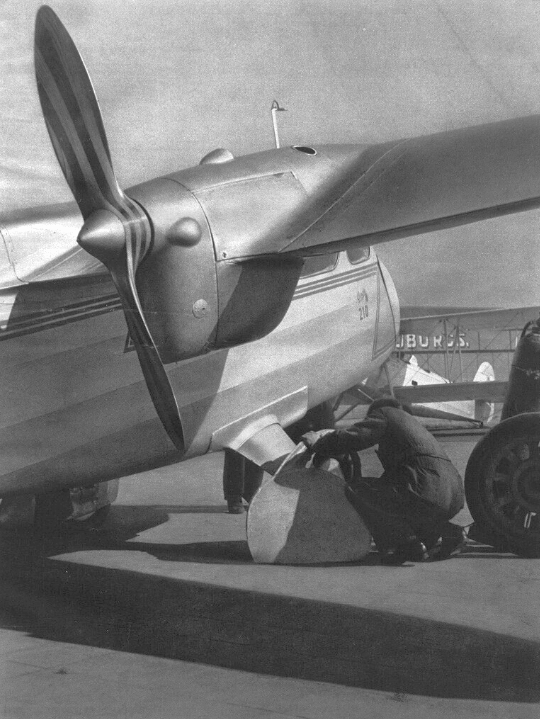
Praga E-210 (1937) umístění motorů Walter

Nejstarší návrh ze zimy 1935-6 předpokládal použití dvou reduktorových plochých čtyřválců Praga DR. Jejich vývoj však nebyl potřebně plynulý a také jejich výkon by podle pozdějších propočtů hmotnosti letounu nestačil. Proto byly nakonec vestavěny dva invertní vzduchem chlazené řadové čtyřválce Walter Minor 4. Podle projektu měl být podvozek sklápěcí tak, že by se kola částečně ukrývala do boků spodní části trupu. Protože mechanismus takového podvozku vyžadoval čas a byla obava z růstu hmotnosti, byl nakonec postaven podvozek pevný, kapotovaný. Ani projektem předpokládané dvojité svislé ocasní plochy (SOP) nebyly realizovány, nahradila je pouze jediná ocasní plocha (první prototyp). Letové zkoušky s jednoduchou svislou ocasní plochou neuspokojily, zejména při letu s jedním zastaveným motorem.
Poprvé se objevil na veřejnosti na Pařížském aerosalónu koncem roku 1936, ačkoli není známo, zda tehdy dosáhl svého prvního letu. Jeho koncepce vzbudila značnou pozornost a v několika případě inspirovala i napodobitele. V roce 1937 byla rekonstruována záď trupu a letoun touto úpravou získal dvojitou, svislou ocasní plochu (druhý prototyp). Jednalo se o jednoplošník s vysokou křídlovou konzolou, s konvenčním pevným, kapotovaným podvozkem a s pevným kolem. Bylo neobvyklé, že ing. Šlechta přijal tlační konfiguraci se dvěma motory v blízkosti trupu na úrovni hrany křídla. Celá kabina umístěná před křídlem byla nezvykle vysoká a prostorná, protože ji netísnil nosník křídla. Přitom podlaha kabiny díky hornokřídlé koncepci byla nízko a umožňovala, byť byla ještě skloněna díky konstrukci dvoukolového podvozku s klasickou ostruhou na zádi, snadné nastupování a vystupování.

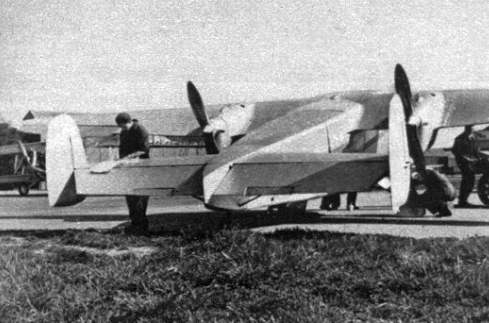
Praga E-210 (1937) pohled na směrová kormidla a motory

Praga E-210 bylo čtyřmístné lehké dopravní letadlo se 2 motory Walter Minor 4 (63 kW/85 k), umístěnými na zadní straně křídla a oba motory pracovaly jako tlačné. Prostorná kabina v přední částí trupu byla opatřena velikými okny a její stěny byly zvukově i tepelně izolovány. V důsledku vzdálenosti motoru od kabiny byla kabina tichá a cestováni v ní bylo velmi příjemné. Stabilizační křidélka ze dřeva a překližky byla v celku se 2 ocasními plochami v závětří obou vrtulí. Směrové kormidlo bylo dřevěné. Výškové kormidlo z ocelových trubek bylo opatřeno kompenzační ploškou, ovladatelnou od pilota. Letadlo bylo postaveno na objednávku ministerstva veřejných prací. Bylo určeno pro lety na vnitrostátních, dopravních linkách a mohlo být používáno i k obchodím a turistickým cestám, popřípadě jako letecké aerotaxi. První let se uskutečnil 13. února 1937 a představen byl veřejnosti až na začátku léta 1937, jak dokládá článek v Pestrém týdnu. Bylo to na celostátní letecké výstavě, která byla zahájena 12. června na pražském výstavišti. 

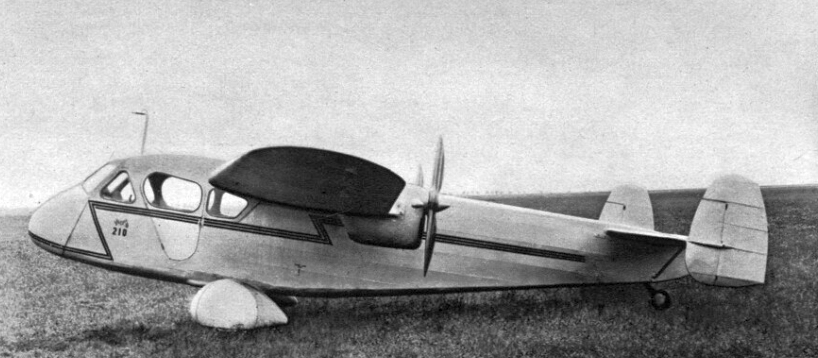
Praga E-210 (1937) pohled z boku

Počátkem roku 1939 však vývoj pokračoval třetím prototypem. Bylo vyměněno celé křídlo, vyrobené tentokráte v jednom kusu a nikoli - jako původně - z centroplánu a vnějších částí. Dosavadní klasický podvozek byl nahrazen příďovým, opět kapotovaným. Konstrukcí tohoto podvozku si získal ing. Šlechta v Československu prvenství, patřil dokonce mezi průkopníky tohoto řešení v Evropě vůbec. Tento prototyp již měl tři svislé ocasní plochy. Úprava podvozku spočívala v tom, že letoun dostal příďovou, kapotovanou nohu a 2 kola, rovněž kapotovaná, byla pod trupem. Těmito úpravami podvozku se dostala podlaha kabiny pro cestující do vodorovné polohy a byl tak usnadněn jejich nástup a výstup.

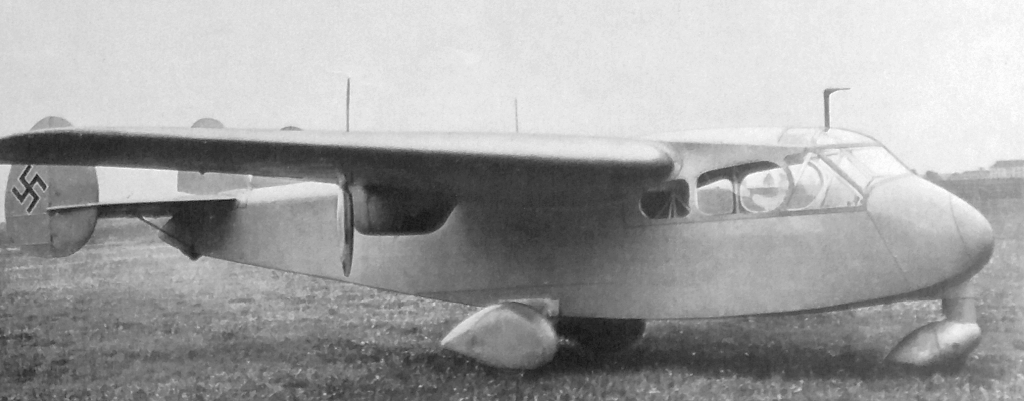
Praga E-210 s třemi ocasními plochami a příďovým podvozkem (1939)

Po německé okupaci nařídili okupanti pokračovat ve vývoji a zkoušeli stroj ve VTLÚ v Letňanech. Motory Walter byly vyměněny za německé motory Hirth HM-500A a letoun s vojenskou imatrikulací Luftwaffe NC+EQ byl v roce 1941 přelétnut do Dessavy k Junkersovi k dalším zkouškám. Potom ho Němci používali jako kurýrní letoun a až do podzimu 1944 bylo vídáno nad Berlínem.

## Poválečný vývoj
Letoun Praga E-210 byl vystavován na prvním aerosalonu po válce v Paříži koncem roku 1946. Praga pokračovala v rozvoji a v roce 1947 vyrobila verzi E-211. Ta využívala výkonnější motory Walter Minor 4-III o výkonu 105 koní (78 kW). E-211 mělo tříkolový podvozek staršího E-210, ale byl uváděn jako 4–5místný a měl lepší přístup do kabiny pravými bočními dveřmi, které se směřovaly k předním sedadlům, a bočními dveřmi pro zadní sedadla. Revize dveří přinesla některé změny bočního zasklení kabiny.
Pokud je známo, bylo postaveno pouze jedno E-211, registrované OK-BFA. Byla plánována i verze E-211 jako lehký nákladní letoun. Také byl plánován koncem roku 1947 podstatně zvětšený typ E-212, který však nikdy neletěl. Projekt malého aerotaxi se přece jenom dočkal realizace, letounem Aero 45 dolnokřídlé koncepce s již zatahovacím podvozkem a dvěma motory Walter Minor 4 s výkonem 78 kW (105 k), což byl přepracovaný model předválečného motoru, nyní označovaný jako Walter Minor 4-III.

## Verze

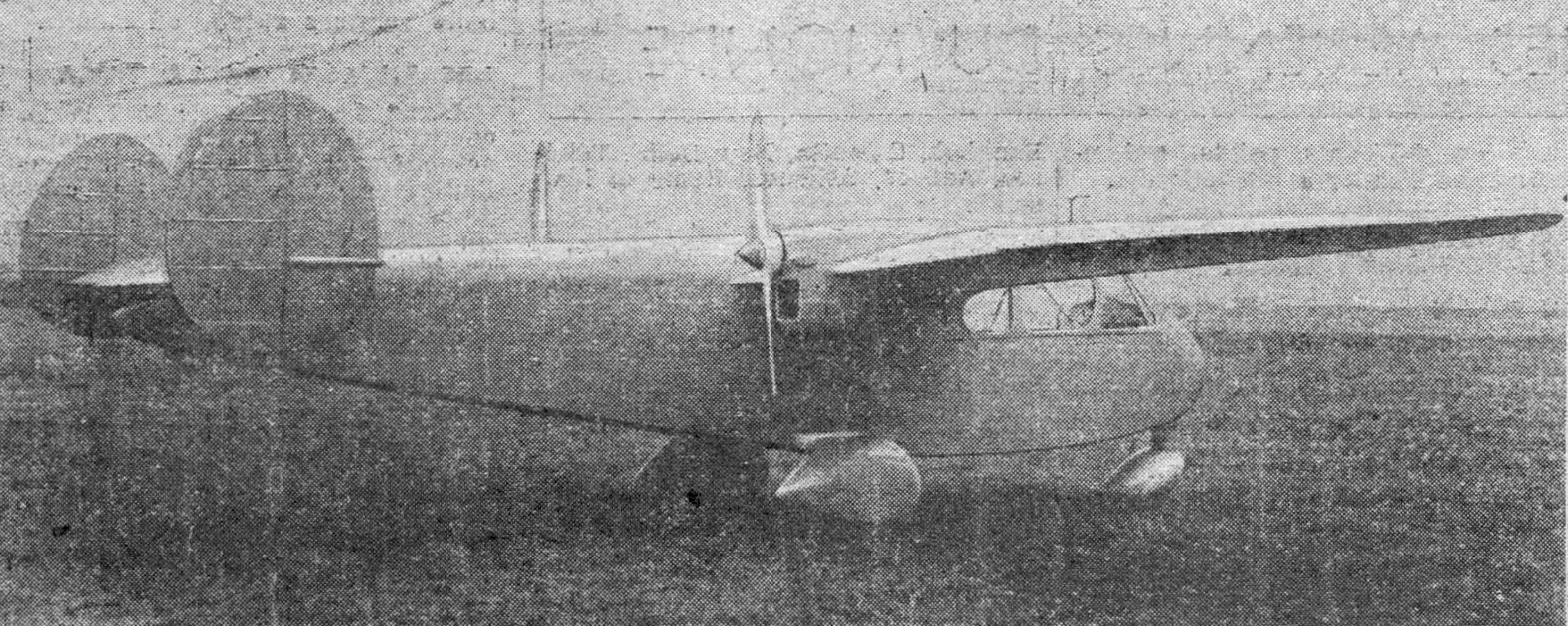
Praga E-210 (1946) verze vystavená na Pařížském aerosalonu

- E-210 - Čtyřmístný letoun, poháněný dvěma motory Walter Minor 4 o výkonu 63 kW (85 k), jejichž výroba byla ukončena koncem 30. let 20. století.

- E-211 - Prototypová verze E-211 (OK-BFA, OK CEA) se 4 místy byla vyvinuta v roce 1947 a byla poháněna dvěma motory Walter Minor 4-III o výkonu 78 kW (105 k)

- E-212 - Plánovaná 8místná zvětšená verze, která však nepostoupila ani do fáze prototypu. Model byl vystaven již na mezinárodní letecké výstavě v Bruselu v létě 1939.

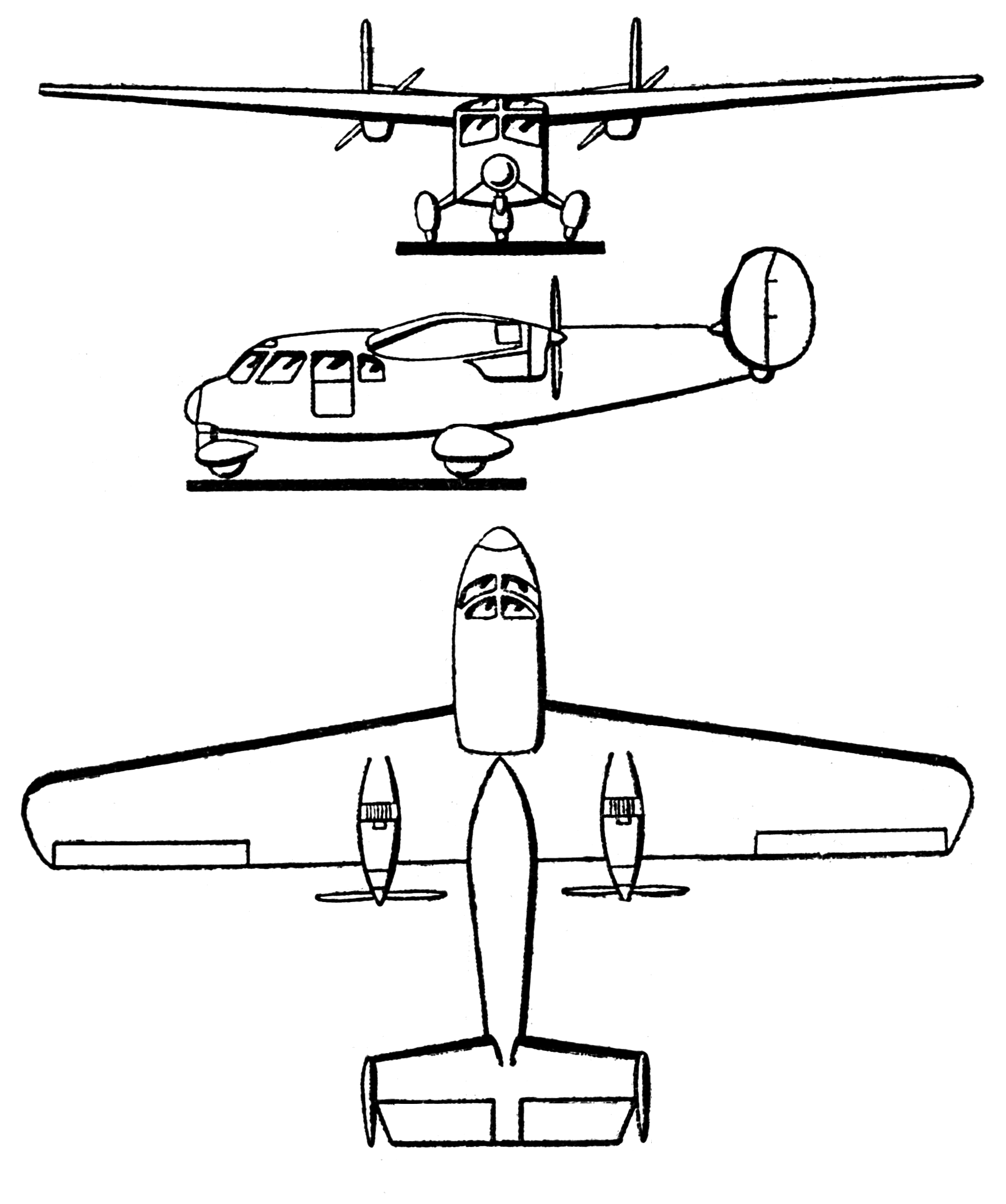
Letoun Praga E-210 (3-D skica)

## Specifikace
Údaje dle

### Technické údaje
- čtyřmístný, dvoumotorový, samonosný hornoplošník. Ocasní plochy postupně jednoduché, dvojité a trojité
- Posádka: 1-2
- Kapacita: 2-3 (celkem 4)
- Délka: 8,42 m
- Rozpětí: 12,5 m
- Výška: 2,07 m
- Nosná plocha křídel: 20,7 m²
- Plošné zatížení: 68,8 kg/m²
- Hmotnost prázdného letounu: 988 kg
- Vzletová hmotnost: 1 420 kg
- Pohon: 2 × Walter Minor 4 (4válcový, vzduchem chlazený invertní motor o výkonu 63 kW (85 k)
- Vrtule: Dvoulistové dřevěné vrtule

### Výkony
- Maximální rychlost: 230 km/h
- Cestovní rychlost: 200 km/h
- Dolet: 600 km nebo 4 h
- Dostup: 4 300 m
- Stoupavost (čas výstupu na výšku): 13,6´ min do 2 000 m, 24,3´ min do 3000 m